# 亚历山大·萨莫库佳耶夫
亚历山大·米哈伊洛维奇·萨莫库佳耶夫（俄语：Алекса́ндр Миха́йлович Самокутя́ев，羅馬化：Aleksandr Mikhailovich Samokutyayev，1970年3月13日—）是俄罗斯已退役宇航员。

## 早年
1970年3月13日出生，在奔萨长大。1987年至1988年在奔萨理工学院学习，1992年毕业于切尔尼戈夫高等飞行员航空学校。2000年毕业于加加林空军学院，获得飞行工程师资格。

## 宇航员生涯
2003年成为加加林宇航员培训中心宇航员候选人。2003年6月至2005年6月间接受了基本太空飞行训练，以优秀成绩通过考验。2005年7月获得测试宇航员资格。2005年8月至2008年11月参加了国际空间站项目高级培训。2008年12月开始接受远征23/24任务备用成员培训。

### 远征27/28
莫斯科时间2011年4月5日2时18分（北京时间6时18分），他和安德烈·鲍里先科、罗恩·加兰在哈萨克斯坦拜科努尔航天发射场乘坐俄制联盟TMA-21宇宙飞船前往国际空间站。他此行还带着女儿送给他的玩具狗礼物。经过2天的绕地飞行后，联盟TMA-21号航天器于国际协调时4月6日23时9分与国际空间站对接。
莫斯科时间2011年8月3日18时51分（北京时间3日22时51分），他和谢尔盖·沃尔科夫打开空间站码头号对接舱舱门，开始了舱外任务。他们手动发射了“雪松”号微型卫星，并为星辰号服务舱表面安装了新的激光通信终端设备。任务中，萨莫库佳耶夫负责从码头号对接舱上拆卸起重臂，而沃尔科夫则临时充当“起重机驾驶员”。此外，他们还把装有微生物和蘑菇孢子的容器从码头号对接舱运至星辰号服务舱，最后以地球为背景，拍摄了尤里·加加林、谢尔盖·科罗廖夫和康斯坦丁·齐奥尔科夫斯基3人的肖像照片，以纪念人类载人航天50周年。
协调世界时2011年9月16日0时38分，联盟TMA-21飞船与国际空间站俄罗斯探索号实验舱脱离；16日3时59分，返回舱在哈萨克斯坦杰兹卡兹甘市东南93英里处成功降落。

### 远征41/42
2014年9月26日，他和任务队员乘坐联盟TMA-14M载人飞船飞往国际空间站。
2014年10月22日，他和指令长马克西姆·苏拉耶夫穿着俄制海鹰舱外航天服从码头号对接舱出舱。他们拆掉了1台旧地震监测仪和2副天线，并抛弃到了太空。它们会在大气层中迅速烧毁。任务共持续了3小时38分钟。
2014年11月27日感恩节，他和国际空间站5名航天员共同享用了火鸡、甜山芋、玉米面包以及水果馅饼等经过冻干以及恒温等处理过的特制感恩节美食。
莫斯科时间2015年3月12日上午5时8分（北京时间10时8分），搭载萨莫库佳耶夫、谢罗娃和巴里·威玛的联盟TMA-14M号飞船在哈萨克斯坦预定区域着陆。
统计
| # | 飞船代号    | 发射时刻（UTC）       | 任务代号               | 着陆时刻（UTC）      | 时长总计      | 舱外活动次数 | 舱外活动时长 |
| - | ----------- | --------------------- | ---------------------- | -------------------- | ------------- | ------------ | ------------ |
| 1 | 联盟TMA-21  | 2011年4月4日22时18分  | 联盟TMA-21，远征27/28  | 2011年9月16日3时59分 | 164日5时41分  | 1            | 6时23分      |
| 2 | 联盟TMA-14M | 2014年9月25日20时24分 | 联盟TMA-14M，远征41/42 | 2015年3月12日2时8分  | 167日5时42分  | 1            | 3时38分      |
|   |             |                       |                        |                      | 331日11时23分 | 2            | 10时1分      |

## 荣誉
- 俄罗斯联邦宇航员和俄罗斯联邦英雄荣誉称号（2012年）
- 四级“祖国功勋”勋章（2016年）
- 俄罗斯联邦武装部队奖章（包括空军服务奖章等）
- 奔萨荣誉市民

## 图集

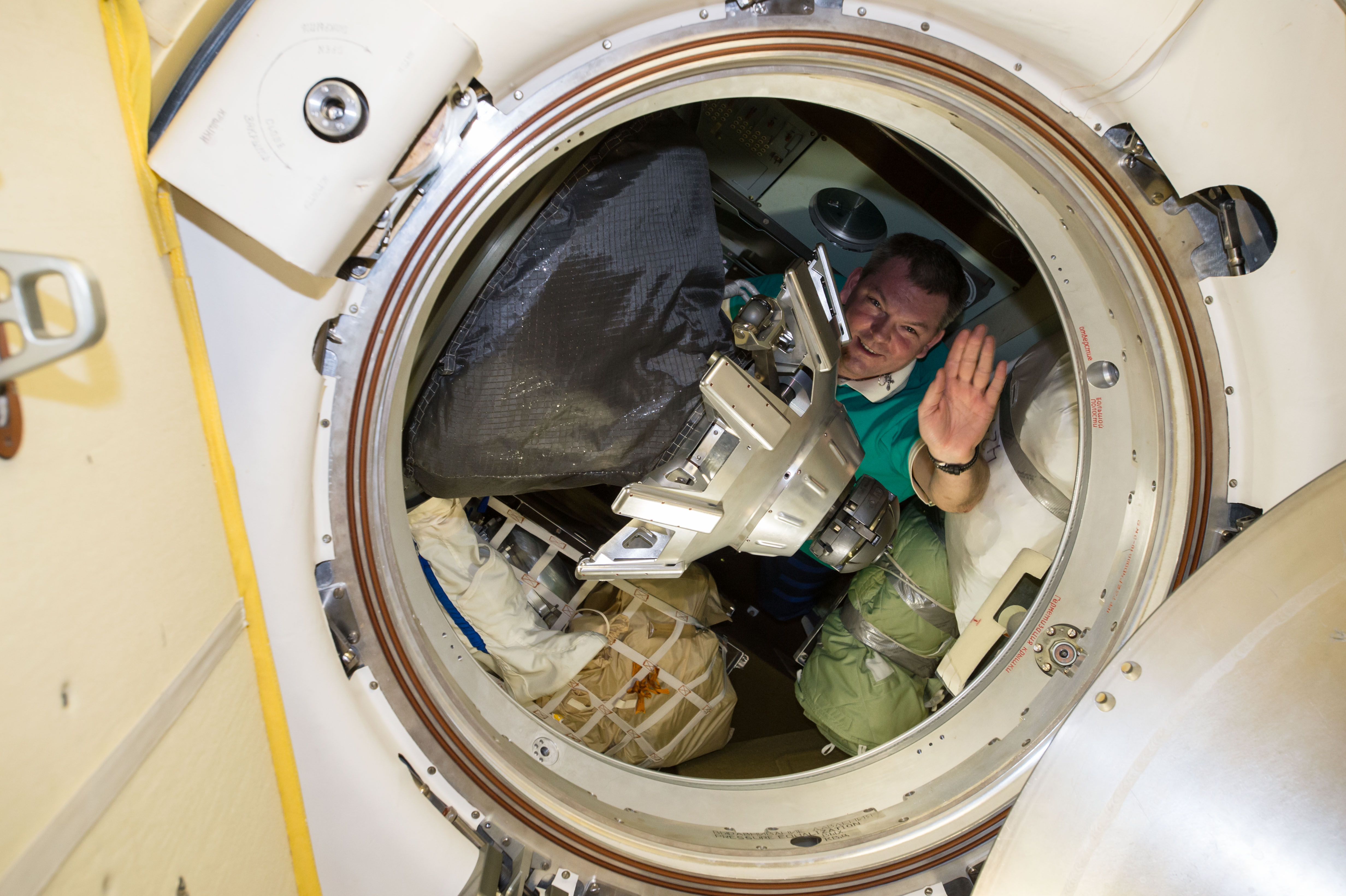
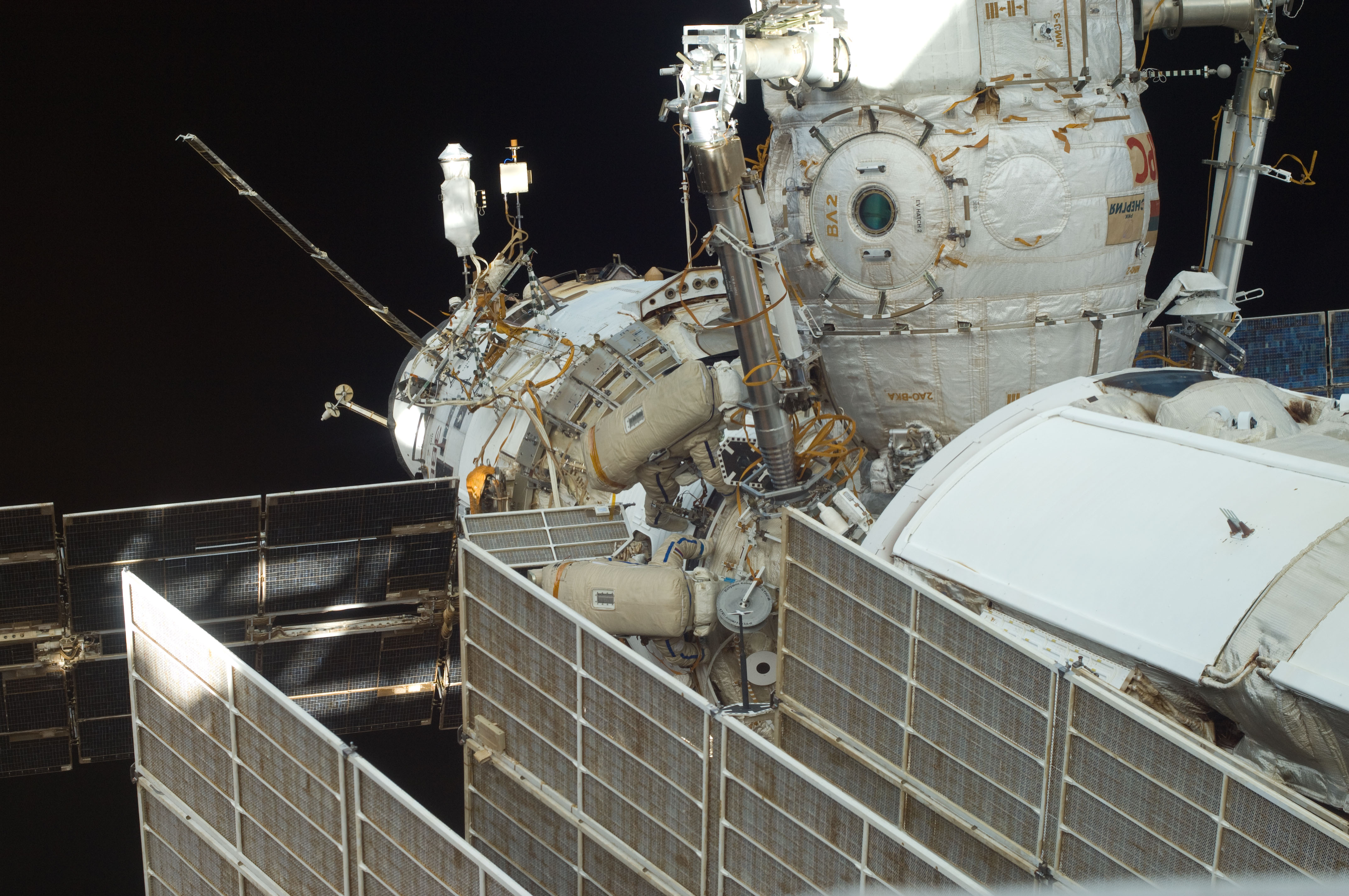
舱外活动
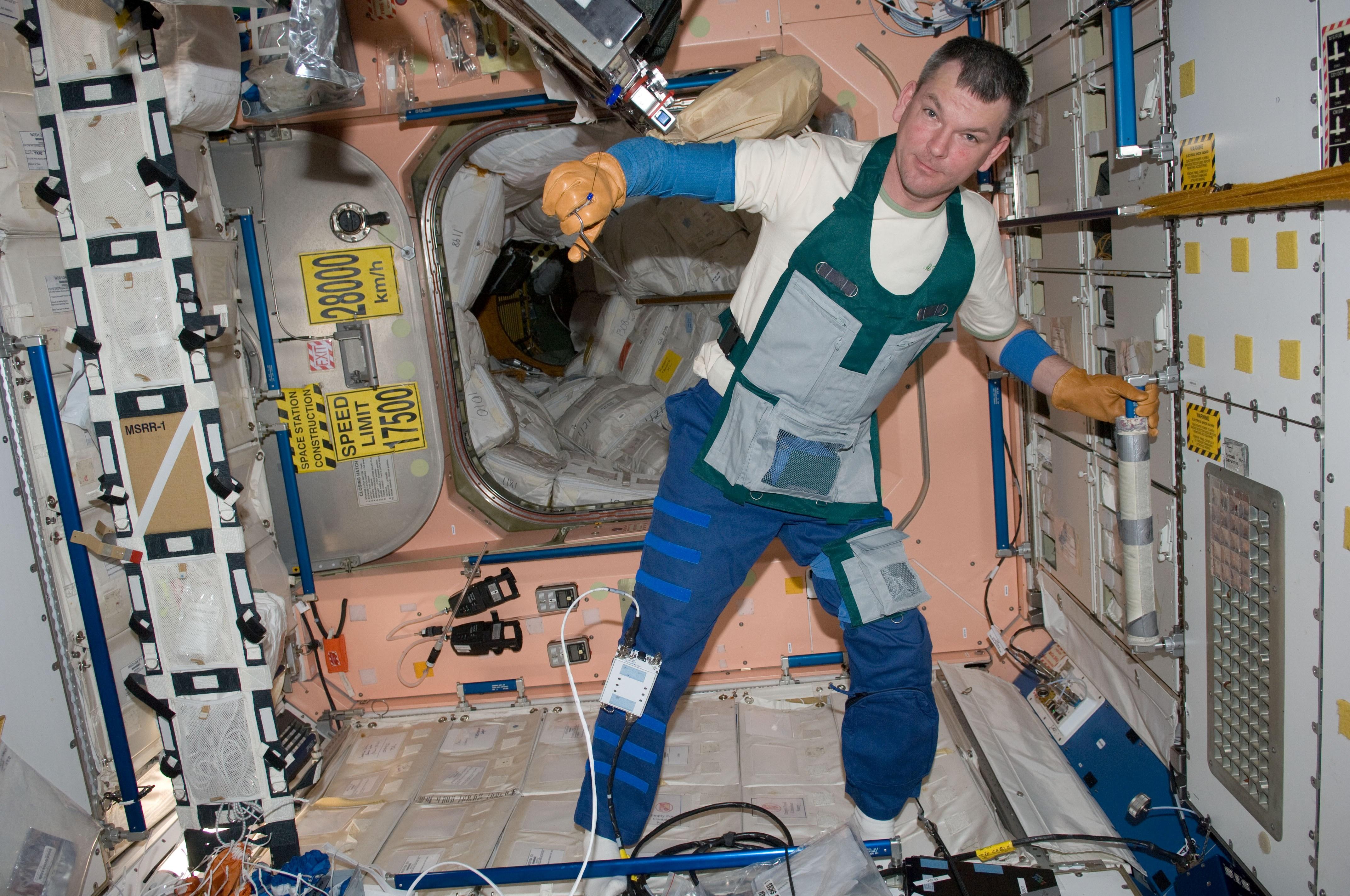
任务中
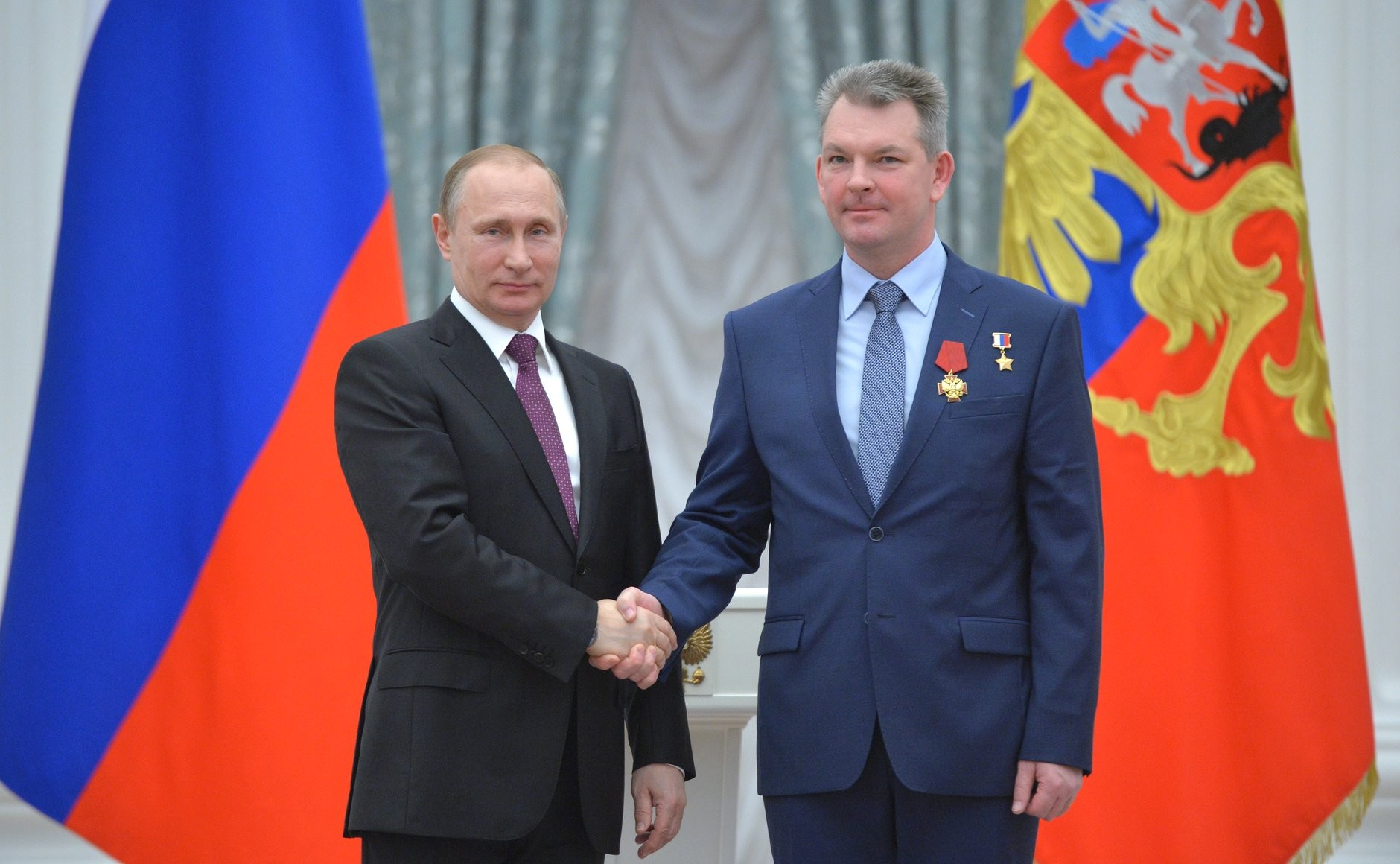
俄罗斯联邦英雄颁奖仪式上与普京合影